# Krusdvärgmossa
Krusdvärgmossa (Seligeria pusilla) är en bladmossart som beskrevs av Bruch och W. P. Schimper in B.S.G. 1846. Enligt Catalogue of Life ingår Krusdvärgmossa i släktet dvärgmossor och familjen Seligeriaceae, men enligt Dyntaxa är tillhörigheten istället släktet dvärgmossor och familjen Seligeriaceae. Enligt den finländska rödlistan är arten nationellt utdöd i Finland. Arten är reproducerande i Sverige. Artens livsmiljö är skuggiga kalkstensklippor och kalkbrott. Inga underarter finns listade i Catalogue of Life.